# Cosmopterix attenuatella
Cosmopterix attenuatella là một loài bướm đêm thuộc họ Cosmopterigidae. Nó phân bố rộng rãi ở khu vực nhiệt đới và cận nhiệt đới của cả Cự thế giới và Tân thế giới, bao gồm Hoa Kỳ, Bermuda, quần đảo Cayman, Virgin Islands, Dominica, Jamaica, Puerto Rico, Trinidad và Tobago, Costa Rica, Brasil, Ecuador, Peru, Argentina, quần đảo Canaria, Madeira, quần đảo Galapagos, quần đảo Cook, Đài Loan, Úc và New Zealand.
Sải cánh dài khoảng 9 mm. Có lẽ có hai lứa mỗi năm ở phía nam của vùng ôn hòa và các thế hệ chồng lấn ở xứ nhiệt đới do con trưởng thành có thể tìm thấy quanh năm.
Ấu trùng ăn Cyperus rotundus và Scirpus species. Chúng ăn lá cây của cây chủ|Chúng ăn lá cây của cây chủ.

## Hình ảnh

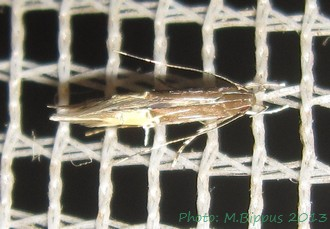